# 風琴管崖
68°25′S 149°4′E / 68.417°S 149.067°E
風琴管崖（英語：Organ Pipe Cliffs），是南極洲的山崖，位於喬治五世地，西面是懷爾德角，由澳大利亞探險家率領的探險隊發現，現時由南極條約體系管理。